# Акаев, Даша Ибрагимович
Ака́ев, Даша́ Ибраги́мович (5 апреля 1910 года, Шалажи, Чечня, Терская область, Российская империя — 26 февраля 1944 года, Раквере, Эстония) — первый чеченский лётчик, участник Великой Отечественной войны, майор, командир 35 штурмового авиаполка 9 штурмовой авиационной дивизии ВВС Краснознамённого Балтийского флота.

## Биография
Родился 5 апреля 1910 года в селе Шалажи Урус-Мартановского района в семье ветерана Дикой дивизии Ибрагима Акаева. В начале 1920-х семья переселилась в село Закан-Юрт Ачхой-Мартановского района. Даша упросил отца отпустить его на учёбу в Ермоловскую школу-интернат. После её окончания Даша Акаев поступил в ФЗУ города Ростова.
Работал слесарем на заводе «Ростсельмаш». В свободное время посещал аэроклуб. В январе 1931 года Даша поступил в Первую объединённую школу пилотов гражданской авиации Бийска. По её окончании 1933 году стал пилотом Закавказской сельхозавиации.
В 1934 году окончил школу военных лётчиков в Одессе и стал лётчиком морской авиации в Ейске. Начало Великой Отечественной встретил в составе Амурской Краснознамённой флотилии в звании старшего лейтенанта. Он тут же подал рапорт с просьбой направить на фронт, однако командование вместо этого назначило его заместителем командира эскадрильи. Но, в конце концов, после его многочисленных рапортов, оно уступило настойчивости Акаева.
24 января 1942 года командование части пишет на Акаева аттестацию:

Зам.командира ЗАЭ 117 АП АКФ старший лейтенант Даша Ибрагимович Акаев…
Дисциплинирован, требователен к себе и подчинённым. Умеет воспитывать в личном составе боевой дух. Однако в работе были случаи, когда из-за принципа выполнял не то, что ему прикажут. Имели место проявления недовольства по службе, заявил: «Переведите рядовым лётчиком». Авторитетом пользуется, о подчинённых заботлив. В общественно-массовой работе участвует активно.
Летает уверенно днем, ночью и под колпаком, в облаках и за облаками. За 1941 году имеет общий налет 122 часа 55 минут. Из них слепой — 9 часов 35 минут, ночной — 39 часов 47 минут, высотный — 5 часов 50 минут, маршрутный — 20 часов 54 минуты, в облаках — 4 часа 57 минут, в прожекторе — 1 час 50 минут. Летает на самолётах МБР-2, У-2. Способен пренебрегать личными выводами для пользы службы. Волевой, инициативный, смелый, решительный командир…
Выводы: Откомандировать в действующую армию для изучения опыта Отечественной войны.
Командир 117 авиаполка майор Мухин.
Военком 117 авиаполка ст. политрук Салло.
24 января 1942 года.

В конце января 1942 года Акаев прибывает в распоряжение ВВС Краснознамённого Балтийского Флота. Сначала летал на самолётах МБР-2. 15 августа 1942 года за боевые успехи был награждён орденом Красной Звезды.
В конце 1942 года был направлен в авиашколу для переучивания на Ил-2. По окончании школы получил назначение в 35-й штурмовой авиаполк 9 штурмовой авиационной дивизии ВВС КБФ. В сентябре 1943 года ему было присвоено звание майор и он был назначен командиром 35 штурмового авиаполка.
23 февраля 1944 года он узнал о депортации чеченского народа. 26 февраля он и семь его товарищей погибли во время бомбежки аэродрома Раквере. Дважды представлялся к присвоению звания Героя Советского Союза, но звания так и не получил.

## Награды
- орден Красного Знамени (28.01.1944)
- орден Красной Звезды (14.08.1942)
- медаль «За оборону Ленинграда»

## Память
- В Петербурге в промзоне «Новоорловская» есть улица Лётчика Акаева[2][3].
- Улица имени Акаева есть в городе Аргун[4].